# Norsko na Zimních olympijských hrách 1976
Norsko na Zimních olympijských hrách 1976 v Innsbrucku reprezentovalo 42 sportovců, z toho 35 mužů a 7 žen. Nejmladším účastníkem byl Torill Fjeldstad (17 let, 351 dní), nejstarším pak Pål Tyldum (33 let, 323 dní). Reprezentanti vybojovali 7 medailí, z toho 3 zlaté, 3 stříbrné a 1 bronzovou.

## Medailisté
| Medaile | Jméno                                              | Sport          | Disciplína             |
| ------- | -------------------------------------------------- | -------------- | ---------------------- |
| Zlato   | Ivar Formo                                         | Běh na lyžích  | Muži 50 km (klasicky)  |
| Zlato   | Jan Egil Storholt                                  | Rychlobruslení | Muži 1 500 m           |
| Zlato   | Sten Stensen                                       | Rychlobruslení | Muži 5 000 m           |
| Stříbro | Pål Tyldum Einar Sagstuen Ivar Formo Odd Martinsen | Běh na lyžích  | Muži štafeta 4 x 10 km |
| Stříbro | Jørn Didriksen                                     | Rychlobruslení | Muži 1 000 m           |
| Stříbro | Sten Stensen                                       | Rychlobruslení | Muži 10 000 m          |
| Bronz   | Lisbeth Korsmová                                   | Rychlobruslení | Ženy 3 000 m           |